# How You Like That
〈How You Like That〉은 대한민국의 4인조 걸 그룹 블랙핑크의 노래이다. 첫 정규 음반인 THE ALBUM의 수록곡이며, 선공개 된 곡이다. 2020년 6월 26일에 디지털 싱글로 발매했으며, 2020년 7월 17일에 포토북 앨범으로 발매했다. 가온앨범차트 1위에 올랐다.

## 트랙 리스트
| #            | 제목                  | 작사              | 작곡                              | 재생 시간 |
| ------------ | --------------------- | ----------------- | --------------------------------- | --------- |
| 1.           | 〈How You Like That〉 | 테디, Danny Chung | 테디, R.Tee. 24 (편곡: R.Tee. 24) | 3:01      |
| 총 재생 시간 | 총 재생 시간          | 총 재생 시간      | 총 재생 시간                      | 3:01      |

## 뮤직 비디오
블랙핑크의 붐바야, 불장난, 마지막처럼, 뚜두뚜두 그리고 Kill This Love의 뮤직비디오를 맡았던 서현승 감독이 연출했다. 2020년 6월 26일 오후 6시에 유튜브, 네이버 TV, V LIVE에서 공개되었다.
32시간 만에 조회수 1억을 달성하며 당시 최단 기록을 세웠다.

## 같이 보기
- 2020년 가온 앨범 차트 1위 목록
- 2020년 가온 디지털 차트 1위 목록
- 코리아 K-Pop 핫 100 1위 목록